# Rebecca Guarna
Rebecca Guarna (fl. XIV secolo) è stata una medica italiana del XIV secolo.

## Biografia
Nacque in una famiglia salernitana di alto lignaggio, che vedeva fra i suoi personaggi più illustri Romualdo II Guarna, che era stato arcivescovo di Salerno e anch'egli medico.
Della vita di Rebecca Guarna si sa ben poco: di certo frequentò come il suo antenato la famosa Scuola medica salernitana, operando nel suo ambito. Viene spesso menzionata nel gruppo delle Mulieres Salernitanae, ovvero tra quelle donne mediche che resero celebre la Scuola Medica Salernitana.
Fu autrice di opere sulle febbri, sulle orine e sull'embrione, citate nel testo del priore Antonio Mazza intitolato Urbis Salernitanae Historia. Era conosciuta anche come un'esperta di erboristeria. Alcune fonti affermano che abbia lavorato anche presso l'ospedale di Tropea.

## Riconoscimenti
- La città di Salerno le ha dedicato una via.
- Nel romanzo Il soldato senza ricordi della scrittrice statunitense Bronwyn Scott, l'infermiera Thea Peverett spiega che nella sua famiglia tutti portano nomi di persone che si sono distinte in campo medico e sua sorella si chiama Rebecca, proprio in onore di Rebecca Guarna, considerata "... tra le prime donne a esercitare nel campo dell'ostetricia, ...".[4]